# Robert Everard Woodson

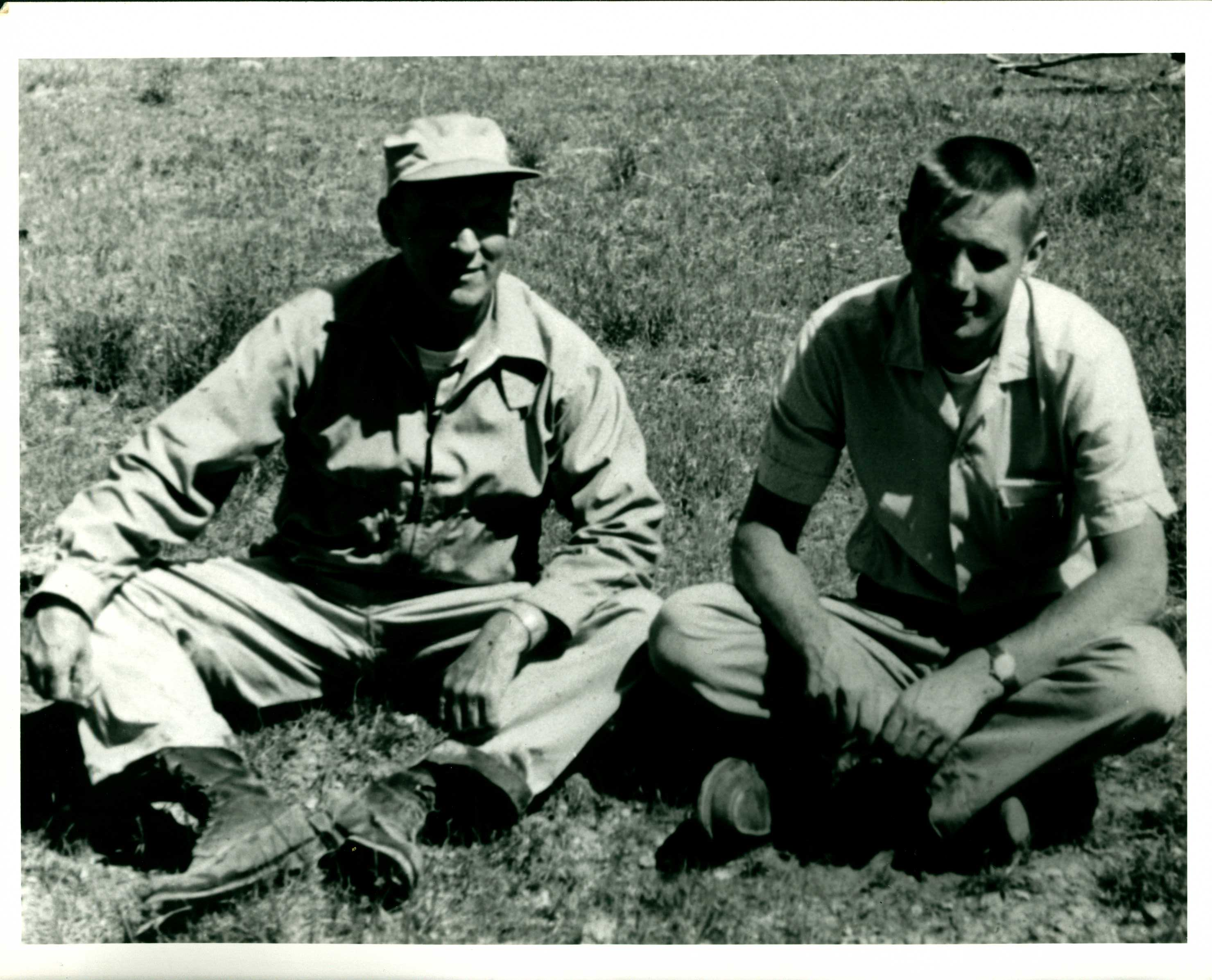
Robert Everard Woodson ao lado de Noel Holmgren

Robert Everard Woodson (28 de abril de 1904 –1963) foi um botânico americano. que graduou-se em Biologia em 1929 na Washington University in St. Louis, Missouri.
Ele ministrou aulas de botânica na Washington University e de 1945 a 1963 fez parte do corpo docente de forma habitual. Ele também foi curador do Missouri Botanical Garden.